# Petrov dol
Petrov dol (bulgariska: Петров дол) är ett distrikt i Bulgarien.   Det ligger i kommunen Obsjtina Provadija och regionen Oblast Varna, i den östra delen av landet, 300 km öster om huvudstaden Sofia.
Trakten runt Petrov dol består till största delen av jordbruksmark. Runt Petrov dol är det ganska tätbefolkat, med 52 invånare per kvadratkilometer.